# Coupe d'Afrique de rugby à XV 2004
Navigation
Coupe d'Afrique 2003 Coupe d'Afrique 2005
La coupe d'Afrique de rugby 2004, également appelée Top 10, est une compétition organisée par la Confédération africaine de rugby qui oppose les 10 meilleures nations africaines (hors Afrique du Sud).
La Namibie remporte cette édition en battant le Maroc en finale (39-22).

## Participants
| Rang RA | Rang WR | Équipe        | Participation (Pre) | Meilleur résultat |
| ------- | ------- | ------------- | ------------------- | ----------------- |
| 1       | 19      | Maroc         | 5e (2000)           | Vainqueur (2003)  |
| 2       | 26      | Namibie       | 5e (2000)           | Vainqueur (2002)  |
| 3       | 31      | Tunisie       | 4e (2000)           | Finaliste (2002)  |
| 4       | 40      | Côte d'Ivoire | 4e (2001)           |                   |
| 5       | 42      | Madagascar    | 3e (2002)           |                   |
| 6       | 47      | Zimbabwe      | 5e (2000)           |                   |
| 7       | 51      | Kenya         | 2e (2003)           |                   |
| 8       | 61      | Zambie        | 1er (2004)          |                   |
| 9       | 68      | Ouganda       | 2e (2003)           |                   |
| 12      | 78      | Cameroun      | 1er (2004)          |                   |

## Premier tour

### Zone Nord
| Rang | Nation        | J | V | N | D | Pm | Pe | Diff | Pts |
| ---- | ------------- | - | - | - | - | -- | -- | ---- | --- |
| 1    | Maroc         | 3 | 3 | 0 | 0 | 46 | 19 | +27  | 6   |
| 2    | Côte d'Ivoire | 3 | 2 | 0 | 1 | 31 | 24 | +7   | 4   |
| 3    | Tunisie       | 3 | 1 | 0 | 2 | 30 | 28 | +2   | 2   |
| 4    | Cameroun      | 3 | 0 | 0 | 3 | 19 | 55 | -36  | 0   |

|  | Qualifié pour le finale (no 1). |
|  | Pts, points; J, matchs joués; V, victoires ; N, match nuls ; D, défaites ; BO, bonus offensifs ; BD, bonus défensifs ; PP, points pour ; PC, points contre ; Diff, différence de points. |

#### Détails des résultats
| 7 mars 2004 | Côte d'Ivoire | 8 - 3 | Tunisie | Abidjan |
| 7 mars 2004 |               |       |         | Abidjan |
| 7 mars 2004 |               |       |         | Abidjan |

| 27 mars 2004 | Maroc | 11 - 6 | Côte d'Ivoire | Casablanca |
| 27 mars 2004 |       |        |               | Casablanca |
| 27 mars 2004 |       |        |               | Casablanca |

| 27 mars 2004 | Tunisie | 20 - 3 | Cameroun | Tunis |
| 27 mars 2004 |         |        |          | Tunis |
| 27 mars 2004 |         |        |          | Tunis |

| 24 avril 2004 | Maroc | 17 - 7 | Tunisie | Casablanca |
| 24 avril 2004 |       |        |         | Casablanca |
| 24 avril 2004 |       |        |         | Casablanca |

| 1er mai 2004 | Côte d'Ivoire | 17 - 10 | Cameroun | Abidjan |
| 1er mai 2004 |               |         |          | Abidjan |
| 1er mai 2004 |               |         |          | Abidjan |

| 29 mai 2004 | Cameroun | 6 - 18 | Maroc | Yaoundé |
| 29 mai 2004 |          |        |       | Yaoundé |
| 29 mai 2004 |          |        |       | Yaoundé |

### Zone Sud

#### Poule A
| Rang | Nation     | J | V | N | D | Pm | Pe | Diff | Pts |
| ---- | ---------- | - | - | - | - | -- | -- | ---- | --- |
| 1    | Zimbabwe   | 2 | 1 | 0 | 1 | 35 | 23 | +12  | 2   |
| 2    | Madagascar | 2 | 1 | 0 | 1 | 39 | 42 | -3   | 2   |
| 3    | Ouganda    | 2 | 1 | 0 | 1 | 24 | 33 | -9   | 2   |

|  | Qualifié pour la finale (no 1). |
|  | Pts, points; J, matchs joués; V, victoires ; N, match nuls ; D, défaites ; PP, points pour ; PC, points contre ; Diff, différence de points. |

##### Détails des résultats
| 14 août 2004 | Ouganda | 24 - 16 | Madagascar | Kampala |
| 14 août 2004 |         |         |            | Kampala |
| 14 août 2004 |         |         |            | Kampala |

| 28 août 2004 | Madagascar | 23 - 18 | Zimbabwe | Antananarivo |
| 28 août 2004 |            |         |          | Antananarivo |
| 28 août 2004 |            |         |          | Antananarivo |

| 11 septembre 2004 | Zimbabwe | 17 - 0 | Ouganda | Harare |
| 11 septembre 2004 |          |        |         | Harare |
| 11 septembre 2004 |          |        |         | Harare |

#### Poule B
| Rang | Nation  | J | V | N | D | Pm  | Pe | Diff | Pts |
| ---- | ------- | - | - | - | - | --- | -- | ---- | --- |
| 1    | Namibie | 2 | 2 | 0 | 0 | 117 | 17 | +100 | 4   |
| 2    | Kenya   | 2 | 1 | 0 | 1 | 40  | 75 | -35  | 2   |
| 3    | Zambie  | 2 | 0 | 0 | 2 | 20  | 85 | -65  | 0   |

|  | Qualifié pour les demi-finales (no 1). |
|  | Pts, points; J, matchs joués; V, victoires ; N, match nuls ; D, défaites ; PP, points pour ; PC, points contre ; Diff, différence de points. |

##### Détails des résultats
| 14 août 2004 | Zambie | 10 - 52 | Namibie | Chingola |
| 14 août 2004 |        |         |         | Chingola |
| 14 août 2004 |        |         |         | Chingola |

| 28 août 2004 | Namibie | 65 - 7 | Kenya | Windhoek |
| 28 août 2004 |         |        |       | Windhoek |
| 28 août 2004 |         |        |       | Windhoek |

| 11 septembre 2004 | Kenya | 33 - 10 | Zambie | Nairobi |
| 11 septembre 2004 |       |         |        | Nairobi |
| 11 septembre 2004 |       |         |        | Nairobi |

#### Finale
| 25 septembre 2004 | Namibie | 68 - 8 | Zimbabwe | Windhoek |
| 25 septembre 2004 |         |        |          | Windhoek |
| 25 septembre 2004 |         |        |          | Windhoek |

## Finale
| 13 novembre 2004 | Namibie | 39 - 22 | Maroc | Windhoek |
| 13 novembre 2004 |         |         |       | Windhoek |
| 13 novembre 2004 |         |         |       | Windhoek |